# Saint-Didier-sur-Doulon
Saint-Didier-sur-Doulon é uma comuna francesa na região administrativa de Auvérnia-Ródano-Alpes, no departamento de Alto Loire. Estende-se por uma área de 34,25 km². Em 2010 a comuna tinha 203 habitantes (densidade: 5,9 hab./km²).